# Brug 544
Brug 544 is een vaste brug in het Amsterdamse Bos. Hoewel de brug op het grondgebied van de gemeente Amstelveen ligt, wordt het beheer uitgevoerd door Amsterdam en heeft de brug derhalve ook een Amsterdams brugnummer.
De brug ligt over een oostelijke uitloper van de Kleine vijver naar een andere waterweg toe. De brug is alleen toegankelijk voor voetgangers, fietsers en ruiters te paard. De brug kwam van de ontwerptafel van Piet Kramer van de Dienst der Publieke Werken, die het Amsterdamse Bos voorzag van tientallen bruggen. De meeste waren van hout of van beton; deze brug laat een mengeling zien van deze materialen en ook nog stalen liggers. De brug stamt uit 1939/1940. 
Kramer kwam met een brug die op een houten paalfundering staat, voor de brugpijlers met jukken werd tropisch hardhout gebruikt. De pijlerconstructie staat in het midden van het water met aan beide kanten een doorvaart van 7,30 meter. De breedte van de brug is bijna 8 meter, gescheiden in een voetpad (2 meter), fietspad (2,71 meter) en ruiterpad (3 meter breed). Tussen de eerste twee en de laatst paden is een opstaande rand gemaakt, bovendien ligt het voetpad enigszins verhoogd en leunt als het ware voor enkele centimeters op het fietspad. De brug kent de van Kramer bekende houten leuningen met forse balken enigszins passend binnen de Amsterdamse School. De brugleuningen aan de kant van het ruiterpad zijn daarbij tussen de eerste en tweede balklaag dichtgemaakt. De brug heeft een lichte knik in het midden. Het meest afwijkende aan de brug zijn de borstweringen. Deze zijn van beton en hebben aan de vier uiteinden een opstaande kolom. Het is onbekend of het de bedoeling was die blokken later te laten bewerken. Die blokken hebben overigens aan de bovenkant alle vier een “dakje”, ook een kenmerk van Kramers bruggen hier.
De brug heeft als officieuze bijnaam de Bibbertjesbrug. Dit voert terug op het gebruikte smalspoor waarop kipkarren reden. Ter hoogte van deze brug lag een wissel voor enkelspoor naar dubbelspoor. De treinen trilden nogal op de wissel, zo ook de wisselwachter, die Bibbertje als bijnaam kreeg.

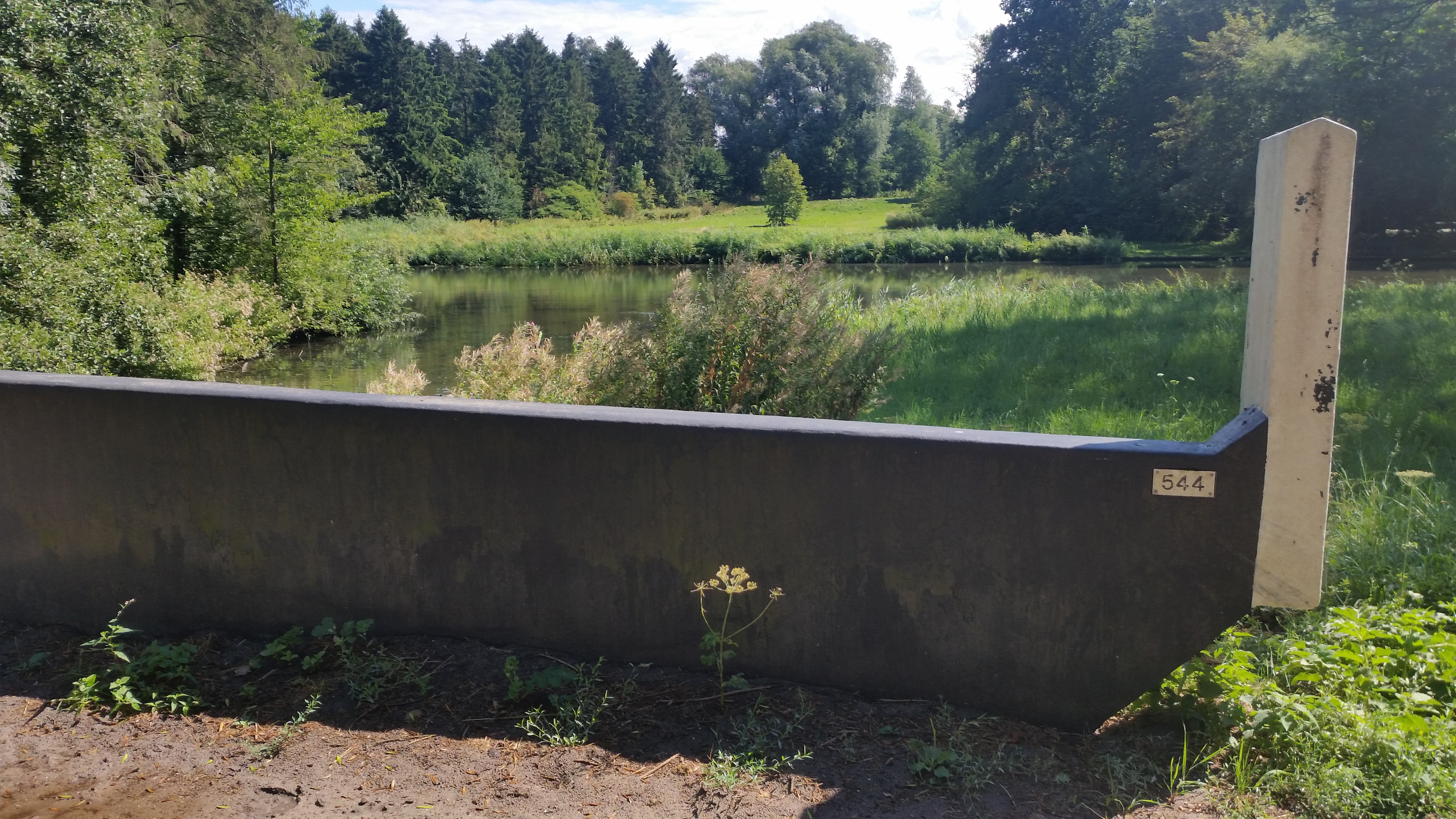
Borstwering, pilaar en nummerplaat (augustus 2018)

<<< · 500 · 501 ·  503 · 504 · 505 · 506 · 507 · 508 · 509 · 510 · 511 · 512 · 513 · 514 · 515 · 516 · 517 · 518 · 519 · 520 · 521 · 522 · 523 · 525 · 526 · 527 · 528 · 530 · 531 · 532 · 533 · 534 · 535 · 536 · 537 · 538 · 539 · 540 · 541 · 542 · 543 · 544 · 545 · 546 · 547 · 548 · 549 · 550 · 551 · 552 · 553 · 554 · 555 · 556 · 557 · 558 · 559 · 560 · 561 · 562 · 563 · 564 · 565 · 566 · 567 · 569 · 571 · 572 · 573 · 575 · 577 · 578 · 580 · 581 · 582 · 583 · 584 · 586 · 587 · 589 · 590 · 591 · 592 · 593 · 594 · >>>
Brugnummers 502, 524, 529, 568, 570, 574, 576, 579, 585, 588, 595, 596, 597, 598, 599 zijn niet (meer) vergeven.